# Marc Eliot
Marc Eliot (geboren 18. April 1946) ist ein US-amerikanischer Biograf.
In seinem Buch Walt Disney: Hollywood's Dark Prince stellte Eliot Walt Disney als antisemitisch dar, sowie als adoptiertes Kind einer spanischen Bäuerin; dies missfiel den Disney-Erben und Nachlassverwalter, und sie versuchten, die Publikation zu verhindern.
Eliot schrieb auch viel kritisierte Biografien über Filmstars und Musiker wie Bruce Springsteen, John Wayne und Clint Eastwood.

## Werke (Auswahl)
- Steve McQueen: A Biography
- To the Limit: The Untold Story of the Eagles
- American Rebel: The Life of Clint Eastwood
- Down Thunder Road: The Making of Bruce Springsteen
- Cary Grant: A Biography
- Paul Simon: A Life
  - deutsch: Paul Simon – die Biografie. Edel:Rockbuch, ISBN 978-3-8419-0093-7
- Take It From Me: Life's a Struggle But You Can Win (mit Erin Brockovich)
- Nicholson: A Biography
- Walt Disney: Hollywood's Dark Prince - A Biography
- Michael Douglas: A Biography
- Jimmy Stewart: A Biography
- Rockonomics: The Money Behind the Music
- Reagan: The Hollywood Years
- Song of Brooklyn: An Oral History of America's Favorite Borough